# Championnats panaméricains de tir à l'arc 2021
Navigation
Édition précédente Édition suivante
Les Championnats panaméricains de tir à l'arc 2021 sont une compétition sportive de tir à l'arc qui ont eu lieu du 22 au 28 mars 2021 à Monterrey, au Mexique. Il s'agit de la 19e édition des Championnats panaméricains de tir à l'arc.
Cette édition, qui aurait dû se dérouler en 2020, a été reportée d'une année, en raison de la pandémie de Covid-19.

## Podiums

### Classique
| Épreuves          | Or                                                               | Argent                                                           | Bronze                                                    |
| ----------------- | ---------------------------------------------------------------- | ---------------------------------------------------------------- | --------------------------------------------------------- |
| Individuel hommes | Santiago Arcila Colombie                                         | Marcus Vinicius D'Almeida Brésil                                 | Bernardo Oliveira Brésil                                  |
| Individuel femmes | Valentina Vázquez Mexique                                        | Maira Sepúlveda Colombie                                         | Ana Vázquez Mexique                                       |
| Par équipe hommes | Brésil Marcelo Costa Marcus Vinicius D'Almeida Bernardo Oliveira | Colombie Santiago Arcila Jorge Antonio Enriquez Daniel Pineda    | Mexique Ángel Alvarado Luis Álvarez Carlos Rojas          |
| Par équipe femmes | Mexique Aída Román Alejandra Valencia Ana Vázquez                | Colombie Valentina Acosta Giraldo Valentina Contreras Ana Rendón | Brésil Marina Canetta Ane Marcelle dos Santos Ana Machado |
| Par équipe mixte  | Brésil Ane Marcelle dos Santos Marcus Vinicius D'Almeida         | Colombie Valentina Contreras Santiago Arcila                     | Cuba Elizabeth Rodríguez Hugo Franco                      |

### À poulie
| Épreuves          | Or                                                           | Argent                                                                 | Bronze                                                     |
| ----------------- | ------------------------------------------------------------ | ---------------------------------------------------------------------- | ---------------------------------------------------------- |
| Individuel hommes | Daniel Muñoz Colombie                                        | Antonio Hidalgo Mexique                                                | Juan Fernando Bonilla Colombie                             |
| Individuel femmes | Nora Valdez Colombie                                         | Sara López Colombie                                                    | Alejandra Usquiano Colombie                                |
| Par équipe hommes | Colombie Sebastian Arenas Juan Fernando Bonilla Daniel Muñoz | Salvador Roberto Hernández Douglas Vladimir Nolasco Miguel Ángel Veliz | Mexique Juan del Río Antonio Hidalgo Uriel Olvera Mendez   |
| Par équipe femmes | Colombie Sara López Alejandra Usquiano Nora Valdez           | Mexique Andrea Becerra Esmeralda Sanchez Margarita Valencia            | Porto Rico Marla Cintron Maria Latorre Paola María Ramírez |
| Par équipe mixte  | Colombie Sara López Juan Fernando Bonilla                    | Mexique Esmeralda Sanchez Antonio Hidalgo                              | Salvador Sofía Paiz Roberto Hernández                      |

## Tableau des médailles
- Pays organisateur ( Mexique)

| Rang  | Nation     | Or | Argent | Bronze | Total |
| ----- | ---------- | -- | ------ | ------ | ----- |
| 1     | Colombie   | 6  | 5      | 2      | 13    |
| 2     | Mexique    | 2  | 3      | 3      | 8     |
| 3     | Brésil     | 2  | 1      | 2      | 5     |
| 4     | Salvador   | 0  | 1      | 1      | 2     |
| 5     | Cuba       | 0  | 0      | 1      | 1     |
| 5     | Porto Rico | 0  | 0      | 1      | 1     |
| Total | Total      | 10 | 10     | 10     | 30    |